# Toezla

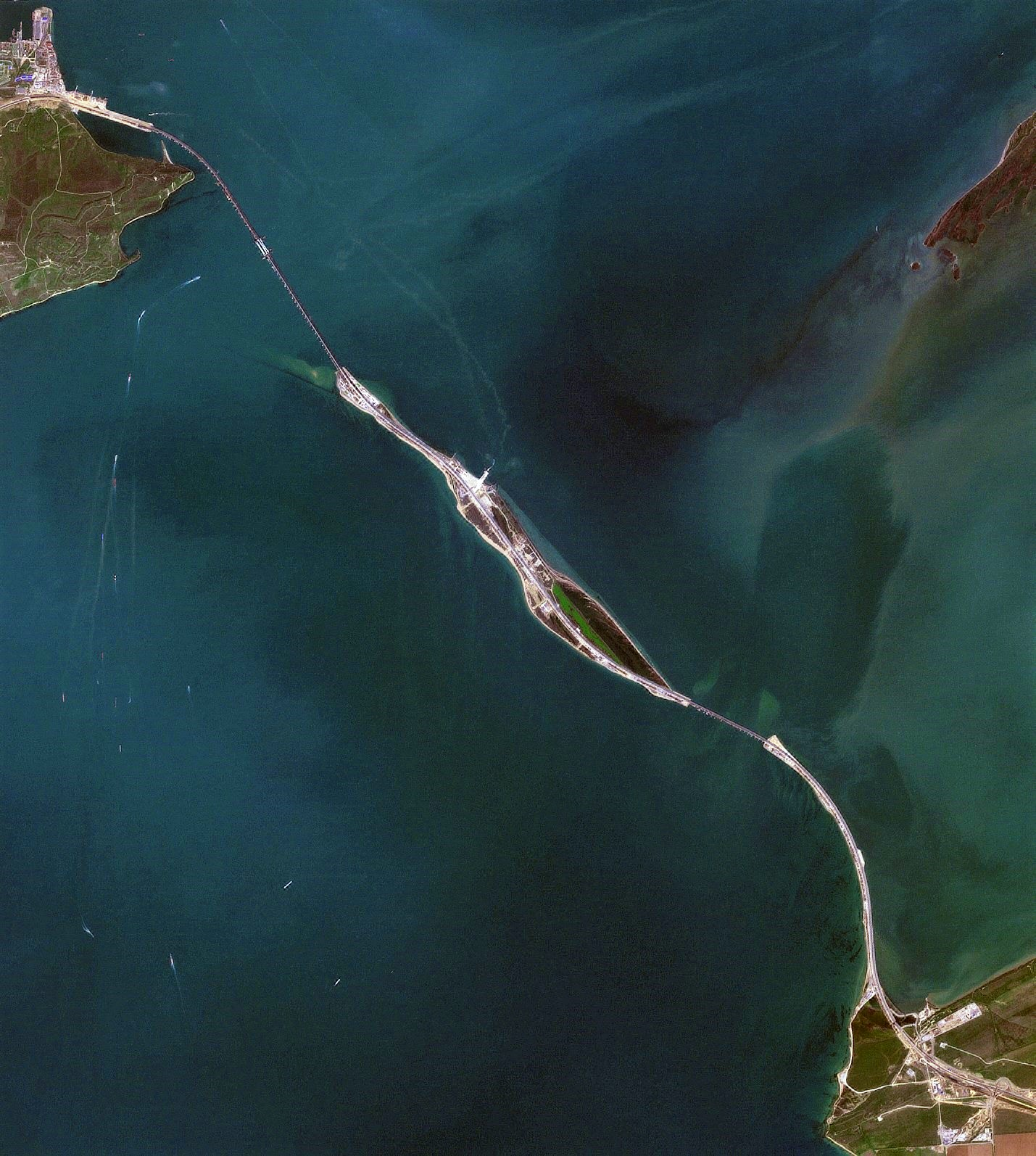
Toezla, in het midden van de Straat van Kertsj

Toezla is een eiland in de Straat van Kertsj, die het van de Krim scheidt. De naam is afgeleid van het Turkse woord tuz (zout) en betekent 'zoutmijn' of 'zoutpan'. Het eiland valt de facto onder Rusland, hoewel Oekraïne er ook aanspraak op maakt.
Het eiland is 6,7 kilometer lang en maximaal 700 meter breed, met een oppervlakte van 3,5 vierkante kilometer. Toezla ligt ten zuiden van de Zee van Azov, en ten noorden van de Zwarte Zee. Het bevindt zich ten oosten van Kertsj en ten westen van het Russische schiereiland Taman, waarvan het tot 1925 deel uitmaakte.

## Geschiedenis
Het eiland Toezla ontstond in 1925, toen tijdens een zware storm de schoorwal vanaf Taman deels wegspoelde. Administratief gezien viel Toezla onder de gemeente Kertsj. Tot 1945 maakte het deel uit van de Krimse Autonome Socialistische Sovjetrepubliek (vanaf 1936 Krimse Autonome Sovjet Socialistische Republiek genoemd). In 1945 werd de Krim een oblast binnen de Russische Socialistische Federatieve Sovjetrepubliek. In 1954 werd deze Krimse Oblast overgedragen aan de Oekraïense Socialistische Sovjetrepubliek, dat in 1991 het onafhankelijk land Oekraïne werd.

## Conflict in 2013

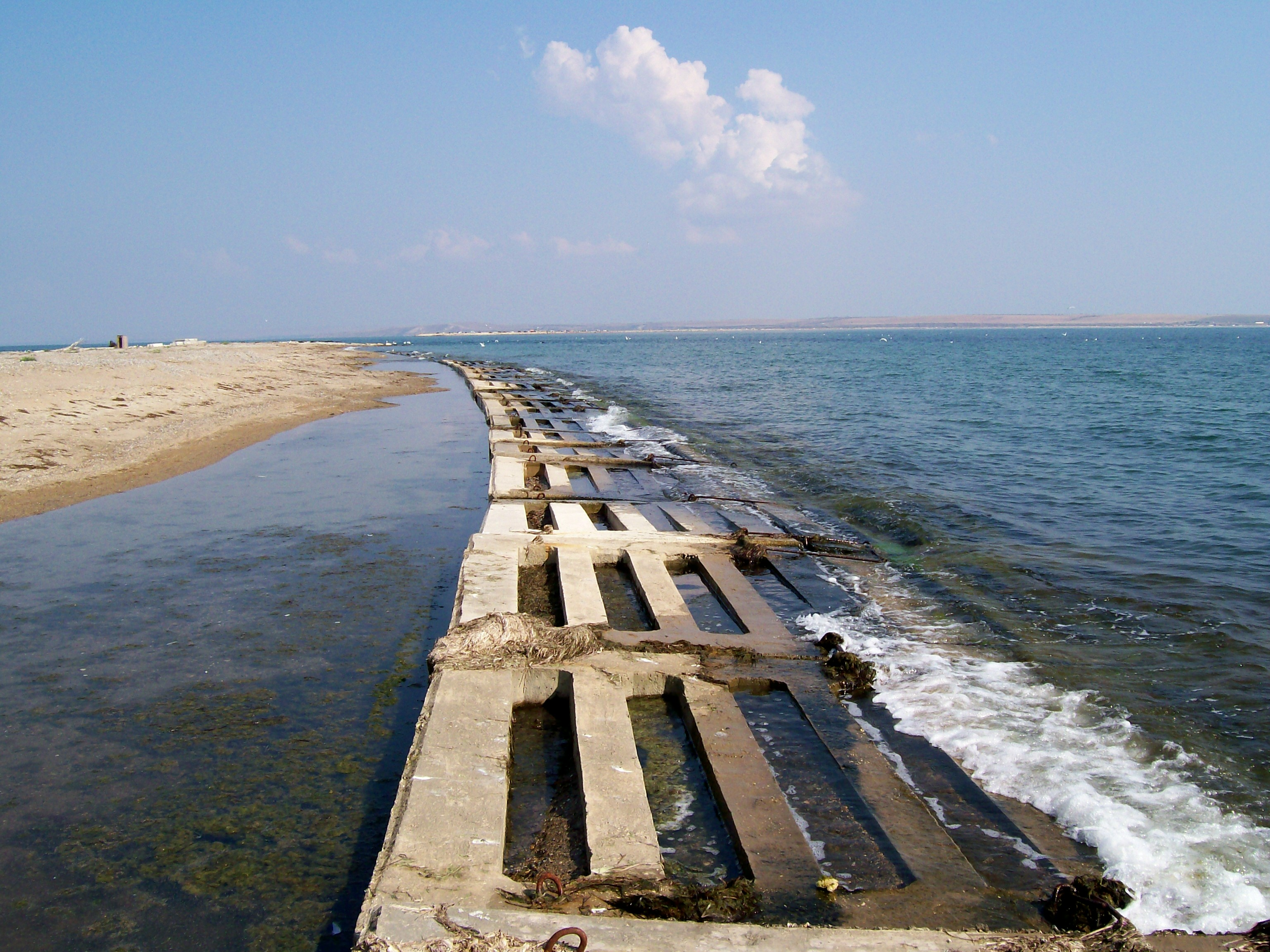
Versterking van de oostkust

In oktober 2003 ontstond er een conflict over het eiland. Volgens de Russische autoriteiten viel Toezla onder Rusland omdat alleen de Krim in 1954 aan de Oekraïense SSR was overgedragen. Om deze claim kracht bij te zetten, begon de constructie van een dijk vanuit Taman over de restanten van de schoorwal. Eind oktober werden er besprekingen gevoerd tussen Oekraïne en Rusland, waarna de bouwwerkzaamheden werden stilgelegd. Op dat moment had de dijk de grens tussen Rusland en Oekraïne bereikt.
Door de aanleg van de dijk was de stroomsnelheid in de zeestraat toegenomen, waardoor de oostkust van Toezla begon af te kalven. Oekraïne versterkte daarop de kust.

## Krimbrug
Op 17 december 2013 tekenden Oekraïne en de Russische Federatie een overeenkomst waarin onder andere de aanleg van een oeververbinding tussen de Krim en Taman werd voorzien. In maart 2014 werd de Krim echter geannexeerd door Rusland, samen met Toezla, waardoor de Straat van Kertsj niet langer een internationale vaarroute was. Toezla werd onderdeel van de kraj Krasnodar. Oekraïne zegde daarop de overeenkomst voor de aanleg van de oeververbinding op, waarna Rusland besloot de verbinding zelf aan te leggen.
Aanvankelijk werd overwogen om een tunnel tussen Taman en de Krim aan te leggen, maar uiteindelijk koos de Russische Federatie voor de bouw van een brug. Na afwijzing van een meer directe route werd besloten om via Toezla een verbinding tot stand te brengen. Hierbij zou een dijk over Toezla worden aangelegd, gevolgd door een brug over de Straat van Kertsj. Vanwege de onstabiele ondergrond van Toezla werd echter uiteindelijk gekozen voor een 19 kilometer lange brug via Toezla, genaamd de Krimbrug, die in mei 2018 werd geopend.